# سمیر عباسوف
سمیر عباسوف (انگلیسی: Samir Abbasov؛ زادهٔ ۱ فوریهٔ ۱۹۷۸) بازیکن فوتبال اهل جمهوری آذربایجان است.
از باشگاه‌هایی که در آن بازی کرده‌است می‌توان به باشگاه فوتبال سومقاییت، باشگاه فوتبال نفتچی باکو، باشگاه فوتبال قره‌باغ، باشگاه فوتبال شاه‌داغ قوسار، و باشگاه فوتبال کشله اشاره کرد.
وی همچنین در تیم ملی فوتبال جمهوری آذربایجان بازی کرده‌است.